# 前島亜美
前島 亜美（まえしま あみ、1997年〈平成9年〉11月22日 - ）は、日本の声優、女優。SUPER☆GiRLSの元メンバー。（2010年 - 2017年）ボイスキット所属。公式ファンクラブは「Angraecum」。
埼玉県出身。愛称は、あみた。

## 略歴
2010年6月12日、「avex アイドルオーディション 2010」に合格し、女性アイドルグループ・SUPER☆GiRLSのメンバーとなる。2011年からはグループの活動と並行してソロ活動を行うようになり、ティーン向けファッション雑誌『ピチレモン』（学研パブリッシング）の専属モデルやソロ写真集の発売、テレビドラマ、テレビアニメの声優、CM出演など活動の場を広げた。
2017年3月31日をもってSUPER☆GiRLSを卒業し、女優や声優としてソロ活動を始めた。
しかし、2022年8月下旬頃より体調不良となり、同年11月30日、芸能活動の休止と所属事務所エイベックス・マネジメントからの退所を発表した。これに伴い、『BanG Dream!』シリーズの丸山彩役、『D4DJ』シリーズの新島衣舞紀役を降板した。
2023年9月1日、声優事務所ボイスキットに移籍し芸能活動を再開することを発表。なお、『BanG Dream!』丸山彩役については、引き続き担当することとなった。
2024年8月26日、自身のYouTubeチャンネルでの生配信にて、キングレコード（KING AMUSEMENT CREATIVE）よりソロアーティストデビューすることを発表。11月20日に1stアルバム『Determination』をリリースした。
2025年4月13日には、横浜市の関内ホールでソロ初ライブ『前島亜美 1st LIVE Blue Moment supported by animelo』を開催。また7月23日には、自身初のアニメタイアップ曲である1stシングル「Wish for you」（テレビアニメ『公女殿下の家庭教師』オープニングテーマ）を発売した。

## 人物
SUPER☆GiRLS時代の公式ニックネームは「あみた」、イメージカラー（超絶カラー）はローズピンク、キャッチコピーは「変な声でも優等生っ空手キックで〜 がんばるやいっ!」（2014年2月23日までは「超絶妹系アイドル 最年少でもがんばるやい!」だった）。結成当初から中心メンバーとして活動しているが、オーディションの投票審査では上位10名に入れず、審査員選考によって最終候補者となった。また、第2次審査後に、「この先は難しいだろう」という家族の判断でオーディションを一度辞退していたことが、のちにスタッフブログで明らかにされた。
趣味は、落語、山登り、陶芸とのこと。特技は空手で、極真空手の茶帯を持つ。オーディションの決勝大会では空手の型を披露した。またテレビやイベントに出演する際に、特技として蹴りを披露することがある。好きな言葉・座右の銘は「努力こそ自信」。
家族構成は父・母・姉・妹の5人家族。出生時の体重は4,300グラム。「亜美」という名前の由来については、「ほんとはアジア（亜細亜）を意識して『亜海』だったけど、苗字との画数が悪くて『亜美』になったそうです!」と述べている。
アイドルに興味を持ったきっかけについては、「小学校低学年のころからハロプロ、特にBerryz工房さんが大好きで」、「小学生の頃にひと目惚れしたのが、Berryz工房の嗣永桃子さん。かわいい声で歌って踊る姿に小さいながらに衝撃を受けて。それからずっと憧れているし、いまでも応援し続けてます」と述懐している。
声優である以前に元々アニメオタクであり、中でも鬱作品やダークファンタジーを好んでいる。特に好きな作品は『HUNTER×HUNTER』、『ギルティクラウン』。
他にも、ニコニコ動画をよく観ていた「ニコニコ世代」であったり、子供の頃から、『ダンガンロンパシリーズ』や『アマガミ』など、ジャンルをあまり問わない多くのゲームをプレイしたりしていたゲーマーでもある。乙女ゲームもよくプレイしていて、自分のPlayStation Portableに乙女ゲームのシールを貼るという事もしていた。その様子は、アイドル時代には他のメンバーに驚かれていたという。

## 後任
前島の活動休止に伴い、担当していた『D4DJ』の新島衣舞紀役は七木奏音に引き継がれた。また、同アプリゲーム内に収録された過去のボイス・楽曲に関しては差し替えられず、降板後もそのまま使用するとしていたが、一部のボイスの差し替えが行われた。
『BanG Dream!』については後任を選考すると発表していたが、2023年9月1日の芸能活動再開をもって前島が引き続き担当。未収録のボイスについても収録されることとなった。

## 出演
太字はメインキャラクター。

### テレビアニメ
2011年
- プリティーリズム・オーロラドリーム（なつき）

2018年
- ぱすてるらいふ（丸山彩）
- BanG Dream! ガルパ☆ピコ（2018年 - 2021年、丸山彩） - 3シリーズ

2019年
- BanG Dream!（2019年 - 2022年、丸山彩） - 2シリーズ + 特別編
- バミューダトライアングル 〜カラフル・パストラーレ〜（音声）

2020年
- BNA ビー・エヌ・エー（ニナ・フリップ）
- ハクション大魔王2020（アイドル、新婦）
- アサルトリリィ BOUQUET（高須賀月詩）

2021年
- D4DJ（2021年 - 2022年、新島衣舞紀） - 1シリーズ + 特別編
- ぷっちみく♪ D4DJ Petit Mix（新島衣舞紀）
- 古見さんは、コミュ症です。（2021年 - 2022年、矢田野まける） - 2シリーズ

2024年
- 先輩はおとこのこ（女）

2025年
- 妖怪学校の先生はじめました!（中野）
- New PANTY & STOCKING with GARTERBELT（バイブ）
- 公女殿下の家庭教師（カレン）
- 不器用な先輩。（堀田美緒）

### 劇場アニメ
- 劇場版 HUNTER×HUNTER -The LAST MISSION-（2013年）[49]
- BanG Dream! FILM LIVE / 2nd Stage（2019年 - 2021年、丸山彩[50][51]） - 2作品
- 劇場版 BanG Dream! ぽっぴん'どりーむ!（2022年、丸山彩）

### Webアニメ
- Duel Masters LOST 〜追憶の水晶〜（2024年、ニュースキャスター）

### ゲーム
2013年
- SPEC〜干〜（時田朱留〈実写〉）

2017年
- バンドリ! ガールズバンドパーティ!（2017年 - 2023年、丸山彩）

2020年
- CARAVAN STORIES（キンカクギンカクのギンカク）
- GALAXYZ（麻生カナメ）
- ロストディケイド（ユア）
- D4DJ Groovy Mix（2020年 - 2022年、新島衣舞紀〈初代〉）

2022年
- アサルトリリィ Last Bullet（高須賀月詩）

### 吹き替え
- パフィンの小さな島（2025年、シルキー[57]）

### ラジオ
- DJ Tomoaki's Radio Show ! （2011年12月1日、下北FM） - アシスタントMC
- Home stars 星のある暮らしを、あなたに（2022年、Spotify 他） - パーソナリティー[58]
- 超!A&G+マンスリースペシャル 前島亜美のあみたより（2024年2月、全4回、超!A&G+） - マンスリーパーソナリティー[59]

#### ラジオドラマ
- 青春アドベンチャー「夜露姫」（2018年6月4日 - 15日、NHK-FM）[60] - 茨 役

### 舞台
2012年
- 超絶☆歌劇団『回想GiRLS』（旗揚げ公演：9月15日 - 22日、東京タワーフットタウン / 大阪公演：2013年3月25日、ABCホール / 名古屋公演：同年4月6日、中電ホール）

2013年
- 超絶☆歌劇団『SUPER☆WORLD 〜彼女達の冒険〜』（11月2日 - 9日、DDD青山クロスシアター） 勇者 役（ダブルキャスト）

2015年
- 『デスノート The Musical』（東京公演：4月6日 - 29日、日生劇場 / 大阪公演：5月15日 - 17日、梅田芸術劇場 / 名古屋公演：5月23日・24日、愛知県芸術劇場 / 再演 富山公演：2017年6月24日、オーバード・ホール） - 夜神粧裕 役
- Girls Street Theater 2015『座・花御代コンチェルト』（11月6日 - 15日、CBGKシブゲキ!!） - つばめ 役（さくら組）

2016年
- 『クジラの子らは砂上に歌う』（4月14日 - 19日、AiiA 2.5 Theater Tokyo）（再演 東京公演：2018年1月25日 - 28日、AiiA 2.5 Theater Tokyo / 大阪公演：同年2月2日 - 4日、サンケイホールブリーゼ） - リコス 役
- アリー・エンターテイメント×THE REDCARPETS第五回公演『Luna Rossa』（10月13日 - 18日、シアターグリーン BIG TREE THEATER） - 主演・アンナ 役

2017年
- 『幸福な職場』（1月26日 - 29日、世田谷パブリックシアター）- 吉岡聡美 役
- 『龍よ、狼と踊れ〜Dragon,Dance with Wolves〜』（3月8日 - 20日、CBGKシブゲキ!!） - フラン 役
- 『煉獄に笑う』（東京公演：8月24日 - 9月3日、サンシャイン劇場 / 大阪公演：9月9日・10日、森ノ宮ピロティホール） - 曇阿国 役
- ミュージカル『デパート！』（11月1日 - 7日、三越劇場） - ナミ 役

2018年
- 『BLOODY POETRY』（2月8日 - 18日、赤坂RED/THEATER） - ハリエット・ウエストブルック 役
- 『バクステ』（6月13日 - 17日、赤坂RED/THEATER） - アキ 役
- 方南ぐみ企画公演 朗読劇『青空』（8月10日・15日・2019年8月14日、三越劇場 / 2021年3月19日、北國新聞赤羽ホール / 6月21日・27日、俳優座劇場 / 2022年8月20日、光市民ホール / 8月21日、相生市文化会館）
- タクフェス第6弾『あいあい傘』（埼玉公演：10月5日、志木市民会館パルシティ / 宮城公演：10月8日、電力ホール / 佐賀公演：10月21日、鳥栖市民文化会館 大ホール / 栃木公演：10月24日、足利市民プラザ 文化ホール / 東京公演：11月2日 - 11日、サンシャイン劇場 / 新潟公演：11月15日、りゅーとぴあ 劇場 / 広島公演：11月18日、はつかいち文化ホールさくらぴあ 大ホール / 札幌公演：11月23日、道新ホール / 大阪公演：11月30日 - 12月4日、梅田芸術劇場 シアター・ドラマシティ / 愛知公演：12月6日 - 9日、ウインクあいち） - 麻衣子 役

2019年
- 『DEVIL MAY CRY ―THE LIVE HACKER―』（3月1日 - 10日、Zepp DiverCity(TOKYO)）- エリス 役
- 時速246億『ラビトン-rabbit on-』（3月27日 - 31日、下北沢駅前劇場）
- 『囚われのパルマ -失われた記憶-』（大阪公演：6月22日・23日、サンケイホールブリーゼ / 東京公演：6月27日 - 30日、シアター1010） - 篠木文乃 役
- 『「HERO」〜2019 夏〜』（7月31日 - 8月4日、ヒューリックホール東京） - 飯塚真菜 役
- 『〜崩壊シリーズ〜「派」』（東京公演：10月18日 - 11月4日、俳優座劇場 / 大阪公演：11月9日・10日、松下IMPホール / 宮城公演：11月13日、電力ホール / 富山公演：11月18日、富山県教育文化会館 / 石川公演：11月20日、北國新聞赤羽ホール / 愛知公演：11月21日、日本特殊陶業市民会館ビレッジホール / 福岡公演：11月23日・24日、イムズホール） - 阿賀桜 役

2020年
- Avenue X theater vol.1『バレンタイン・ブルー 〜Xアベニューに吹く風は素敵なメロディを連れてくる〜』（2月18日 - 25日、博品館劇場） - 主演・深水梨子 役
- あうるすぽっとプロデュース『その男、ピッグテイル』（11月22日 - 29日、あうるすぽっと）

2021年
- 朗読劇『私の頭の中の消しゴム12th Letter』（5月3日、オンライン配信）
- 『ネバー・ザ・シナー -魅かれ合う狂気-』（東京公演：9月2日 - 12日、品川プリンスホテル クラブeX / 大阪公演：9月18日・19日、COOL JAPAN PARK OSAKA TTホール） - ジェルメイン 役・ハルバート医師 役・新聞記者 役
- こまつ座 第140回公演『雪やこんこん』（12月17日 - 26日、紀伊國屋サザンシアター TAKASHIMAYA） - 第132回公演として2020年4月24日-5月8日の日程で公演予定だったが新型コロナウイルス感染症流行の影響で公演は中止され、改めて第140回公演として上演された

2022年
- 『ダディ』（東京公演：7月9日 - 27日、東京グローブ座 / 大阪公演：8月5日 - 7日、COOL JAPAN PARK OSAKA TTホール）- ベラミー 役
- 朗読劇『私の頭の中の消しゴム13th Letter』（7月29日、よみうり大手町ホール）

2024年
- 朗読劇『魔法少女育成計画double shadow』（3月16日・17日、草月ホール）- ジップステップ 役
- 朗読劇『星降る街』2024（7月6日、大手町三井ホール）

2025年
- 方南ぐみ企画公演 朗読劇『青空』（2月5日、俳優座劇場）
- あの夏、君と出会えて〜幻の甲子園で見た景色〜（8月23日 - 31日〈予定〉、サンシャイン劇場 / 9月6日 - 14日〈予定〉、大阪松竹座 / 9月20日〈予定〉、金沢市文化ホール / 9月23日〈予定〉、広島国際会議場フェニックスホール / 9月26日 - 28日〈予定〉、御園座）

### 映画
- HERO〜2020〜（2020年6月19日公開、ベストブレーン） - 飯塚真菜 役[83]
- 劇場版 ほんとうにあった怖い話〜事故物件芸人〜（2021年1月22日公開、NSW）[84]

### テレビドラマ
- スプラウト（2012年7月7日 - 9月29日、NTV） - 上原亜美 役
- 釣り刑事3 - 7（2012年8月27日・2013年9月30日・2014年10月27日・2015年5月18日・2016年8月1日、TBS） - 滝川真里奈 役
- 家族ゲーム 第1・5話（2013年4月17日・5月15日、CX） - 本人 役（写真出演）
- 超絶☆絶叫ランド（2013年7月17日 - 9月25日、CBC） - 前島アミ 役

### バラエティ
- すイエんサー（2011年10月11日 - 2012年3月、NHK Eテレ） - すイエんサーガールズ
- 柴田くんのBダッシュゲーム道（2016年6月3日 - 9月30日、TX） - アシスタント
- コスコスプレプレ presents「ONE PIECEコスプレデーinお台場みんなの夢大陸2016」（2016年9月21日、フジテレビONE） - アシスタント
- コスコスプレプレ「世界（ザ・ワールド）」in Thailand 2017（2017年2月26日、フジテレビONE） - アシスタント
- バンドリ!TV（2018年4月5日 - 、TOKYO MX）- MC（2代目）、コーナーレギュラー
- アニマックス開局20周年特別番組「週刊少年ジャンプアニメ大集合スペシャル」（2018年7月1日、アニマックス） - MC
- Yes! MAP6（2019年1月9日 - 3月27日、TOKYO MX） - アシスタント
- バナナマンのドライブスリー（2020年2月11日、EX） - ナレーター
- わぎゅいたちの笑オーダー（2020年12月28日、2021年4月3日、EX） - ナレーター
- 本家が聴かせてもらいます（2021年11月19日 - 12月24日、TX） - ナレーター

### オリジナルビデオ
- おとうさんといっしょ「イチジョウマン7スペシャル」（2015年12月2日、ポニーキャニオン） - ヒトツボガール 役

### CM
- イトーヨーカドー[85]
  - 「敬老の日」篇（2011年9月） - 綾小路きみまろとの共演[86]
  - 「母の日」篇（2012年4月 - 5月、2013年4月 - 5月）[注 5]
  - 「父の日」篇（2012年5月 - 6月）[注 5]
  - 「七夕」篇（2012年6月 - 7月）[注 5]
  - 「敬老の日」篇（2012年9月）[注 5]
  - 「12月21日（金）は冬至」篇（2012年12月）[注 5]
  - 「恵方巻」篇（2013年1月 - 2月）[注 5]
  - 「ひなまつりフェア」篇（2013年2月 - 3月）[注 5]
  - 「子供の日」篇（2013年4月 - 5月）[注 5]
  - 「シニアもうれしい」篇（2013年9月）[注 5]
  - 「ハロウィン」篇（2013年10月）[注 5]
  - 「クリスマス」篇（2013年11月）[注 5]
  - 「ハッピーデー」篇（2014年3月 - 2016年5月） - 芦田愛菜、鈴木福、重本ことりとの共演
- ブシロードムーブ「ロストディケイド」
  - 「ぶりっ子」篇（2020年2月）
  - 「スケバン」篇（2020年2月）
  - 「前島亜美のラジオリスナー」篇（2020年3月）

### ネット配信
- あみたの部屋（2013年4月16日、Ustream）
- ELT伊藤一朗とDo As Infinity大渡亮の「おっさん二人がニコ生をしてみた」（2015年7月9日 - 終了時期不詳、ニコニコ生放送） - レギュラーアシスタント
- ニコスト-niconico stones-「高尾紳路プロデュース スパガ前島亜美 囲碁初段への道」（2015年7月27日 - 終了時期不詳、ニコニコ生放送）
- SUCCESS TV!（2016年5月25日 - 終了時期不詳、ニコニコ生放送） - サブMC
- 原宿アベニュー、けやき坂アベニュー（2016年11月1日 - 2017年3月29日、2017年7月15日 - 2018年4月1日、AbemaTV） - 2017年7月15日からはMC・キャスターを担当[89]
- 前島亜美のコココレ（2017年7月3日 - 2018年9月24日、FRESH!）[90]
- 前島亜美チャンネル（2018年10月 - 2022年11月、YouTube）
- 10億円会議 supported by 日本財団（2019年1月29日 - 2月19日、AbemaTV） - サブMC[91]
- バンドリ！TV LIVE（2019年5月11日、YouTube LIVE） - ゲストMC
- D4DJスペシャル生放送 -STAY TUNE!-（2019年5月13日、YouTube LIVE） - メインMC
- あみたのおひとり様キッチン（2019年12月11日 - 、cookpadLive）
- Pastel*PalettesのしゅわりんTV（2020年4月3日 - 、YouTube）
- ファミ通LIVE（2020年6月4日 - 2021年6月3日、YouTube・ニコニコ生放送・Periscope） - MC[92]
- 月刊あみ通（2024年7月19日[93] - 、YouTube） - 月1配信[94]
- 前島亜美のAMILAB（2025年 - 、ニコニコチャンネル+[95]）

### ライブ・イベント

#### ワンマンライブ
- 前島亜美 1st LIVE Blue Moment supported by animelo（2025年4月13日、関内ホール[96]）
- 前島亜美 LIVE 2025 Blooming NOTE（2025年11月24日、ヒューリックホール東京[97]）

#### 主催イベント
- 前島亜美 presents 17th 生誕祭 〜Starting Line〜（2014年11月22日、DDD青山クロスシアター）
- 前島亜美 20th Birthday Event（2017年11月22日、新宿FACE）
- 初開催！前島亜美と行く！初夏の山梨バスツアー！（2018年6月23日、山梨県）
- 前島亜美と行くバスツアー in 鴨川（2019年6月1日、千葉県）
- 前島亜美トーク&特典お渡し会「あみ 対 いち vol.1」（2019年9月7日、ワテラスコモンホール）
- 前島亜美 FAN EVENT 2019（2019年12月1日、レ ルミエール / 12月8日、ベルサール飯田橋ファースト）
- 前島亜美 FAN EVENT 2020（2020年12月5日、ベルサール飯田橋ファースト）
- 前島亜美トークショー in ラグナシア（2021年1月10日、ラグーナテンボス）[98]
- 前島亜美 FAN EVENT 2022（2022年3月27日、有楽町朝日ホール）

#### その他のイベント
- ピチレモン
  - 学園祭in原宿（2011年8月25日、原宿クエストホール）
  - 夏の学園祭（2012年8月9日、山野ホール） - SUPER☆GiRLSとしても出演
  - 夏の大学園祭SP!!ガールズサマーフェス2013（2013年8月8日、ディファ有明）
- 「綾小路きみまろ」爆笑!トークショー（2011年9月17日、アリオ川口・アリオ西新井・アリオ亀有）
- 関根店長と三姉妹 愛菜・亜美・ことりと一緒にお母さんありがとうイベント（2012年5月13日、イトーヨーカドー葛西）[88]
- TOKYO GIRLS COLLECTION by girlswalker.com
  - 2013 Autumn/Winter（2013年8月31日、さいたまスーパーアリーナ） - 八坂沙織・荒井玲良・田中美麗とともに出演
- 「VINTAGE TOYS展」テープカットセレモニー（2013年12月24日、JPタワー）[99]
- 夏休みスペシャルイベント（2014年8月23日、イトーヨーカドー木場）[100]
- 第十九期ドコモ杯女流棋聖就位式（2016年3月18日、東京ドームホテル） - 花束の贈呈
- ニコニコ超会議
  - 2016（2016年4月30日、幕張メッセ） - 「超 囲碁将棋ブース」「超 演奏してみたブース」への出演
  - 2018（2018年4月28日、幕張メッセ） - 「超 演奏してみたブース」への出演
- BanG Dream!
  - プロジェクト発表会（2016年12月7日、サンシャインシティ噴水広場）
  - AnimeJapan 2017「バンドリ! ガールズバンドパーティ!」スペシャルトークステージ（2017年3月25日、東京ビッグサイト）
  - ガルパライブ&ガルパーティーin東京（2018年1月13日・14日、東京ビッグサイト）
  - TOKYO MX presents「BanG Dream! 7th☆LIVE」（2019年2月22日、日本武道館）
  - 「バンドリ! ラジオ祭り！」ガルパラジオ×あみたいむ×@ハロハピCiRCLE放送局（2019年5月20日、舞浜アンフィシアター）
  - ガルパーティ! &スタリラ祭 2019 in池袋（2019年6月9日、サンシャインシティ）
  - 劇場版『BanG Dream! FILM LIVE』プレミア先行上映（2019年7月3日、ユナイテッド・シネマ豊洲）
  - バンドリ! ガールズバンドパーティ! in 富士急ハイランド（2019年8月24日、富士急ハイランド）
  - 劇場版『BanG Dream! FILM LIVE』舞台挨拶ツアー（2019年9月28日、神戸国際松竹、なんばパークスシネマ、MOVIXあまがさき / 9月29日、MOVIX堺、MOVIX京都、イオンシネマ近江八幡）
  - Pastel*Palettes 特別公演〜まんまるお山に彩りスペシャル☆〜（2020年1月27日、Zepp Tokyo）[101]
  - BanG Dream! 8th☆LIVE 夏の野外3DAYS「DAY3：Special Live 〜Summerly Tone♪〜」（2020年9月23日、コニファーフォレスト）[102]
- ブシロード10周年祭（2017年5月7日、東京ビッグサイト）
- ブシロードカードゲームライブ with 戦略発表会2017夏（2017年7月30日、有明コロシアム）
- 舞台『煉獄に笑う』開幕直前！中間報告会！（2017年8月8日、六本木ヒルズアリーナ）
- 舞台『龍よ、狼と踊れ』DVDリリース記念 トーク&特典会（2017年9月13日、HMV & BOOKS TOKYO）
- ブシロードTCG戦略発表会2019春（2019年2月5日、秋葉原UDXシアター）
- ブシロード DJ LIVE vol.2（2019年4月5日、STUDIO COAST）
- RAISE A SUILEN『Heaven and Earth』（2019年7月13日、ワールド記念ホール）
- D4DJ 1st LIVE（2019年7月20日、幕張メッセ国際展示場）
- BILIBILI WORLD広州（2019年8月16日、 中国・広州保利世貿博覧館）
- 小倉唯 LIVE 2021「#Re♥LOVEcall」（2021年7月4日、パシフィコ横浜）
- ぷよぷよチャンピオンシップ SEASON4 STAGE2（2021年10月9日） - 大会MC[103]
- GigaCrysta Presents ぷよぷよファイナルズ SEASON4（2022年3月19日） - 大会MC[104]

### その他
- 「VINTAGE TOYS展」オリジナルナビゲートムービー（2013年） - ナビゲーター
- ヘアケアブランド「L'ACURE」オフィシャルアンバサダー（2020年、TRINITY）[105]
- Synthesizer V AI 夢ノ結唱 PASTEL（2025年[106]）

## ディスコグラフィ

### シングル
|            | 発売日             | タイトル            | 規格品番   | 規格品番  | オリコン 最高位 |
| 初回限定盤 | 発売日             | タイトル            | 通常盤     |           | オリコン 最高位 |
| ---------- | ------------------ | ------------------- | ---------- | --------- | --------------- |
| 1st        | 2025年7月23日      | Wish for you        | KICM-92167 | KICM-2167 | 23位            |
| 2nd        | 2025年11月12日予定 | 不器用に 君のとなり | KICM-92169 | KICM-2169 |                 |

### アルバム
|            | 発売日         | タイトル      | 規格品番   | 規格品番  | オリコン 最高位 |
| 初回限定盤 | 発売日         | タイトル      | 通常盤     |           | オリコン 最高位 |
| ---------- | -------------- | ------------- | ---------- | --------- | --------------- |
| 1st        | 2024年11月20日 | Determination | KICS-94179 | KICS-4179 | 27位            |

### タイアップ曲
| 楽曲                | タイアップ                                           | 時期   |
| ------------------- | ---------------------------------------------------- | ------ |
| Wish for you        | テレビアニメ『公女殿下の家庭教師』オープニングテーマ | 2025年 |
| 不器用に 君のとなり | テレビアニメ『不器用な先輩。』エンディングテーマ     | 2025年 |

### キャラクターソング
| 発売日   | 商品名                                 | 歌 | 楽曲                                              | 備考                                                                  |
| 2018年   | 2018年                                 | 2018年 | 2018年                                            | 2018年                                                                |
| -------- | -------------------------------------- | --- | ------------------------------------------------- | --------------------------------------------------------------------- |
| 8月22日  | ピコっと！パピっと!!ガルパ☆ピコ!!!     | 戸山香澄（愛美）、美竹蘭（佐倉綾音）、丸山彩（前島亜美）、湊友希那（相羽あいな）、弦巻こころ（伊藤美来）                                               | 「ピコっと！パピっと!!ガルパ☆ピコ!!!」            | テレビアニメ『BanG Dream! ガルパ☆ピコ』主題歌                         |
| 8月22日  | ピコっと！パピっと!!ガルパ☆ピコ!!!     | 戸山香澄（愛美）、美竹蘭（佐倉綾音）、丸山彩（前島亜美）、湊友希那（相羽あいな）、弦巻こころ（伊藤美来）                                               | 「クインティプル☆すまいる」                       | ゲーム『バンドリ！ ガールズバンドパーティ！』関連曲                   |
| 9月24日  | ひとりじゃないんだから                 | 丸山彩（前島亜美）、青葉モカ（三澤紗千香）、今井リサ（中島由貴）、松原花音（豊田萌絵）、羽沢つぐみ（金元寿子）                                         | 「ひとりじゃないんだから」                        | ゲーム『バンドリ！ ガールズバンドパーティ！』関連曲                   |
| 2020年   |                                        | |                                                   |                                                                       |
| 1月29日  | Dig Delight! B ver.                    | Photon Maiden | 「Photon Melodies」                               | 『D4DJ』関連曲                                                        |
| 4月22日  | Direct Drive!                          | Photon Maiden | 「Here's the light」                              | 『D4DJ』関連曲                                                        |
| 6月24日  | Cosmic CoaSTAR                         | Photon Maiden | 「“What” are you?」                               | 『D4DJ』関連曲                                                        |
| 8月12日  | 大盛り一丁！ガルパ☆ピコ                | 戸山香澄（愛美）、美竹蘭（佐倉綾音）、丸山彩（前島亜美）、湊友希那（相羽あいな）、弦巻こころ（伊藤美来）                                               | 「大盛り一丁！ガルパ☆ピコ」                       | テレビアニメ『BanG Dream! ガルパ☆ピコ 〜大盛り〜』主題歌              |
| 8月12日  | 大盛り一丁！ガルパ☆ピコ                | 戸山香澄（愛美）、美竹蘭（佐倉綾音）、丸山彩（前島亜美）、湊友希那（相羽あいな）、弦巻こころ（伊藤美来）                                               | 「TWiNKLE CiRCLE」                                | ゲーム『バンドリ！ ガールズバンドパーティ！』関連曲                   |
| 10月21日 | Discover Universe                      | Photon Maiden | 「Discover Universe」 「A lot of life」           | 『D4DJ』関連曲                                                        |
| 2021年   |                                        | |                                                   |                                                                       |
| 1月20日  | D4DJ Groovy Mix カバートラックス vol.1 | Photon Maiden | 「sakura」 「シドニア」                           | ゲーム『D4DJ Groovy Mix』関連曲                                       |
| 2月24日  | ぐるぐるDJ TURN!!                      | D4DJ ALL STARS | 「LOVE! HUG! GROOVY!!」                           | ゲーム『D4DJ Groovy Mix』主題歌                                       |
| 5月19日  | Be with the world                      | Photon Maiden | 「Be with the world」 「Wonder Wonder Trip」      | ゲーム『D4DJ Groovy Mix』関連曲                                       |
| 1月20日  | D4DJ Groovy Mix カバートラックス vol.2 | Photon Maiden | 「READY STEADY GO」 「HOT LIMIT」                 | ゲーム『D4DJ Groovy Mix』関連曲                                       |
| 10月8日  | ピコたるもの、ふぃーばー！             | 戸山香澄（愛美）、美竹蘭（佐倉綾音）、丸山彩（前島亜美）、湊友希那（相羽あいな）、弦巻こころ（伊藤美来）、倉田ましろ（進藤あまね）、レイヤ（Raychell） | 「ピコたるもの、ふぃーばー！」                    | テレビアニメ『BanG Dream! ガルパ☆ピコ ふぃーばー!』エンディングテーマ |
| 10月13日 | 4 Challenges                           | Photon Maiden | 「4 Challenges」 「光」                           | ゲーム『D4DJ Groovy Mix』関連曲                                       |
| 2022年   |                                        | |                                                   |                                                                       |
| 1月26日  | D4DJ Groovy Mix カバートラックス vol.3 | Photon Maiden | 「WHITE BREATH」 「銀河鉄道999」                  | ゲーム『D4DJ Groovy Mix』関連曲                                       |
| 4月27日  | D4DJ Groovy Mix カバートラックス vol.4 | Photon Maiden | 「Synchrogazer」 「アンドロイドガール」           | ゲーム『D4DJ Groovy Mix』関連曲                                       |
| 7月20日  | D4DJ Groovy Mix カバートラックス vol.5 | Photon Maiden | 「ブルー・フィールド」 「残酷な天使のテーゼ」     | ゲーム『D4DJ Groovy Mix』関連曲                                       |
| 10月26日 | D4DJ Groovy Mix カバートラックス vol.6 | Photon Maiden | 「恋する図形 (cubic futurismo)」 「ブルーバード」 | ゲーム『D4DJ Groovy Mix』関連曲                                       |
| 2023年   |                                        | |                                                   |                                                                       |
| 1月25日  | D4DJ Groovy Mix カバートラックス vol.7 | Photon Maiden | 「GETCHA!」 「INVOKE -インヴォーク-」             | ゲーム『D4DJ Groovy Mix』関連曲                                       |
| 7月12日  | D4DJ Groovy Mix カバートラックス vol.8 | Photon Maiden | 「99 ILLUSION!」 「This game」                    | ゲーム『D4DJ Groovy Mix』関連曲                                       |

### その他参加楽曲
| 発売日        | 商品名                                           | 歌                                       | 楽曲                                          | 備考 |
| ------------- | ------------------------------------------------ | ---------------------------------------- | --------------------------------------------- | ---- |
| 2013年12月4日 | センチメンタル・ジャーニー                       | 前島亜美 from SUPER☆GiRLS                | 「センチメンタル・ジャーニー」                |      |
| 2014年2月26日 | モア! エレクトロニック・ディズニー・ミュージック | ヒャダイン feat. 前島亜美（SUPER☆GiRLS） | 「小さな世界 [ニューヨーク・ワールドフェア]」 |      |

## 書籍

### 写真集
- あみた（2012年1月27日、学研パブリッシング）ISBN 978-4-05-405177-5[111]
- 前島亜美（2013年3月8日、学研教育出版）ISBN 978-4-05-405588-9[112]
- 白群（2021年11月19日、小学館）ISBN 978-4-09-682328-6[113]

### エッセイ集
- まごころコトバ（2022年12月21日、KADOKAWA）ISBN 978-4-04-897486-8[114]

### カレンダー
- 前島亜美（SUPER☆GiRLS）カレンダー 2013年（2012年10月17日、ハゴロモ）
- 前島亜美（SUPER☆GiRLS）カレンダー 2014年（2013年、ハゴロモ）
- 前島亜美2019年カレンダー（2018年）
- 前島亜美2020年カレンダー（2019年）
- 前島亜美2021年カレンダー（2020年）

### 雑誌連載
- ピチレモン（2011年5月号 - 2014年4月号、学研パブリッシング） - 専属モデル
- アニメ ダ・ヴィンチ「前島亜美のまごころコトバ」（2021年4月 - 、KADOKAWA） - WEB連載[115]

### トレーディングカード
- Voice Actor Card Collection VOL.04 前島亜美 feat.丸山 彩 コレクト＊あみた（2020年1月27日、ブシロードメディア）[116]